# Bolbostemma
Bolbostemma, maleni bijni rod iz porodice tikvovki raširen po Kini. Postoje dvije priznate vrste koje su nekada bile uključivane u rod Actinostemma.
Rod je smješten u tribus Actinostemmateae.

## Vrste
1. Bolbostemma biglandulosum (Hemsl.) Franquet
2. Bolbostemma paniculatum (Maxim.) Franquet